# Язвенник
Язвенник, или Антиллис, или Зольник (лат. Anthyllis) — род травянистых растений семейства Бобовые (Fabaceae).

## Ботаническое описание

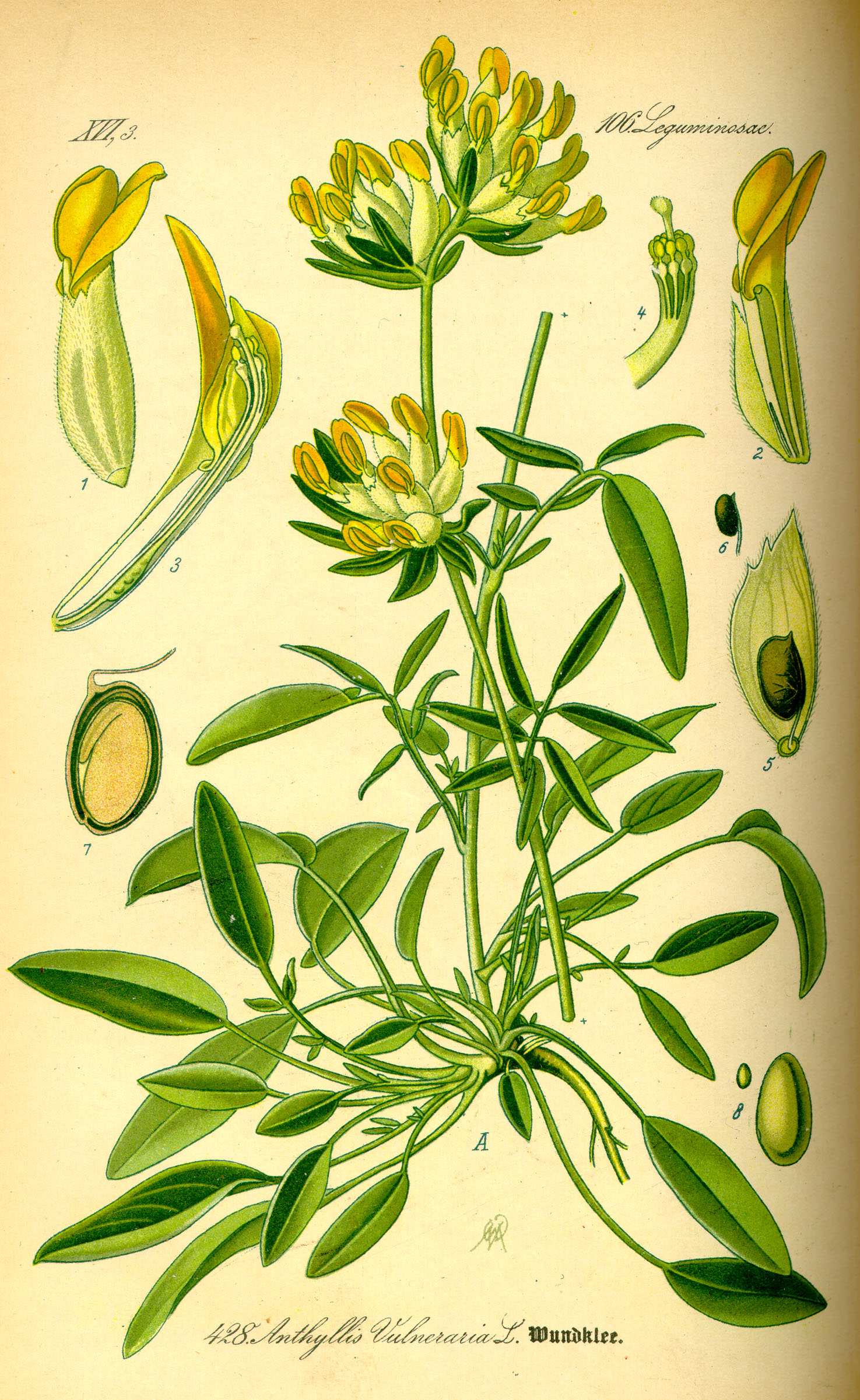
Язвенник обыкновенный (Anthyllis vulneraria).

Преимущественно многолетние травы и низкорослые полукустарники.
Листья непарноперистые.
Цветки собраны в головчатое соцветие, окружённое околоцветниками. Цветок жёлтый, реже — красный. Вздутая чашечка из трёх — пяти сросшихся листочков, замыкающихся во время созревания плода. Тычинки сросшиеся.
Боб одно- или двусемянный, невскрывающийся.

## Распространение и экология
Виды этого рода свойственны побережью Средиземного моря; но также распространены в средней Европе и западной России.

## Хозяйственное значение
Все виды язвенника поедаются скотом, особенно охотно овцами и козами.

## Классификация

### Таксономия
Anthyllis L., 1753, Sp. Pl.: 719
Род Язвенник относится к подсемейству Мотыльковые (Papilionoideae) семейства Бобовые (Fabaceae) порядка Бобовоцветные (Fabales). Таксономическая схема в соответствии с Системой APG IV по состоянию на декабрь 2023 года:
|  |                                      |  |                                   |                                   |                   |  | ещё 3 семейства | ещё 3 семейства   |                          |  |                                                             |  | еще 523 рода | еще 523 рода |  |
|  |                                      |  |                                   |                                   |                   |  | ещё 3 семейства | ещё 3 семейства   |                          |  |                                                             |  | еще 523 рода | еще 523 рода |  |
|  |                                      |  |                                   | порядок Бобовоцветные             |                   |  |                 |                   | подсемейство Мотыльковые |  |                                                             |  |              |              |  |
|  |                                      |  |                                   | порядок Бобовоцветные             |                   |  |                 |                   | подсемейство Мотыльковые |  | 46 подтвержденных видов и 11 видов, ожидающих подтверждения |  |              |              |  |
|  | отдел Цветковые, или Покрытосеменные |  |                                   |                                   | семейство Бобовые |  |                 |                   | род Язвенник             |  |                                                             |  |              |              |  |
|  | отдел Цветковые, или Покрытосеменные |  |                                   |                                   |                   |  |                 |                   |                          |  |                                                             |  |              |              |  |
|  |                                      |  | ещё 63 порядка цветковых растений | ещё 63 порядка цветковых растений |                   |  |                 | еще 5 подсемейств | еще 5 подсемейств        |  |                                                             |  |              |              |  |
|  |                                      |  |                                   | ещё 63 порядка цветковых растений |                   |  |                 |                   | еще 5 подсемейств        |  |                                                             |  |              |              |  |

## Виды
Наиболее обыкновенен Язвенник ранозаживляющий (Anthyllis vulneraria L.), называемый также жёлтым заячьим клевером, с лирообразно-перистыми листьями, с жёлтыми цветками (альпийские виды бывают и с красными цветами), произрастающий на сухих лугах и пастбищах с известковою почвою; хорошая кормовая трава. Другой обычный вид Язвенник многолистный (Anthyllis polyphylla Kit.) иногда возделывается как кормовое растение, распространён в европейской части России и на Кавказе в борах, степной полосе, сухим лугам, меловым склонам, по опушкам и пустырям, вдоль дорог. Оба растения применяются в народной медицине как ранозаживляющее и вяжущее средство и для лечения язв, откуда, собственно, и происходит русское название рода.
Многие южно-европейские кустарные виды разводятся как декоративные растения; например Anthyllis cytisoides L. с простыми или трёхлисточковыми листьями, жёлтыми цветками, расположенными в виде колоса; язвенник горный (Anthyllis montana L.); Anthyllis barba-jovis L. — вечнозелёный кустарник с непарноперистыми листьями и золотисто-жёлтыми цветочными головками. На зиму должны быть уносимы в оранжереи. Разводятся семенами и отводками, почвы требуют известково-песчаной.

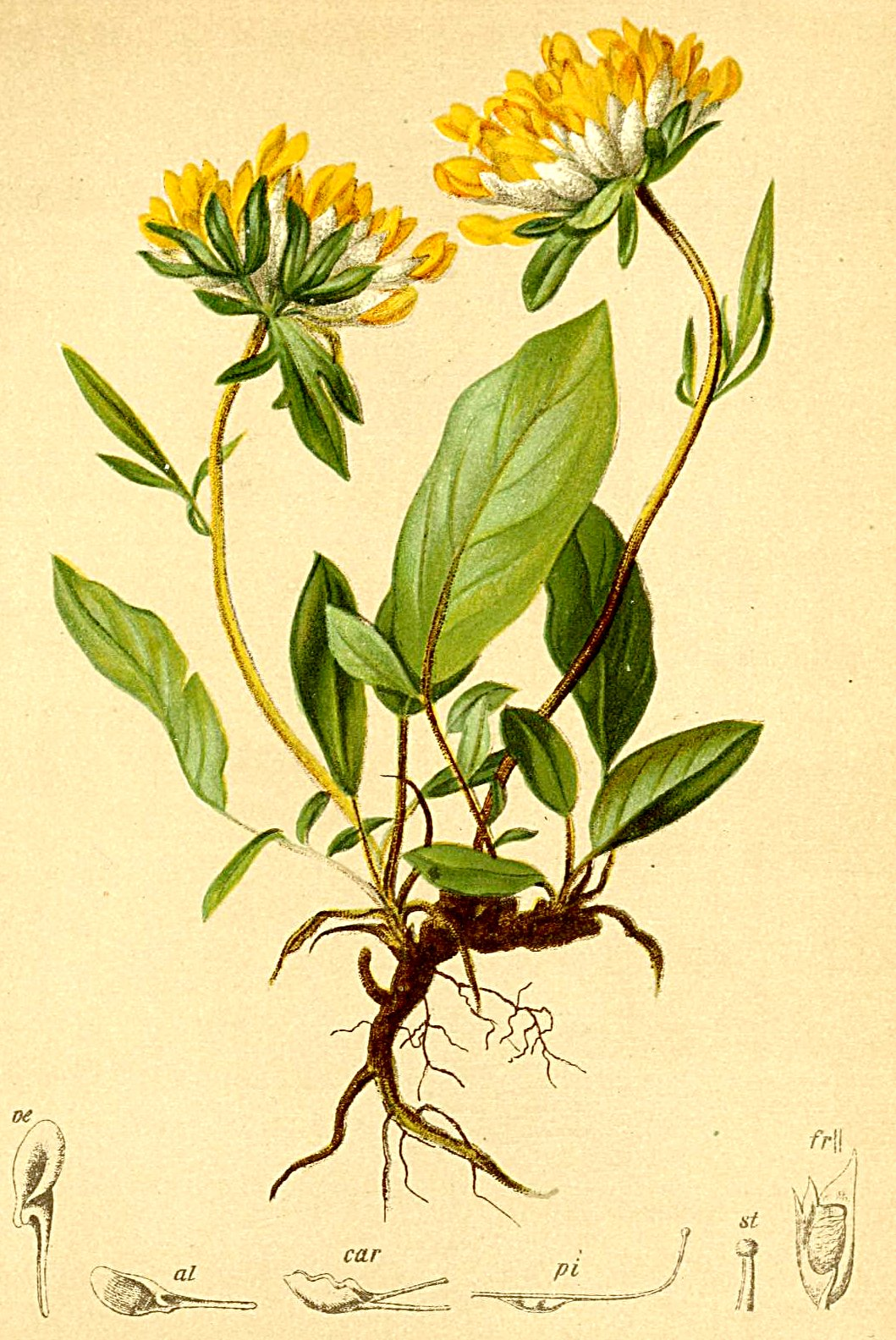
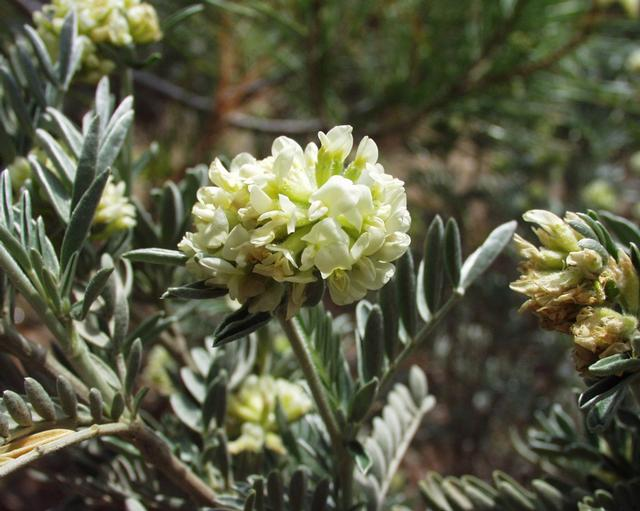
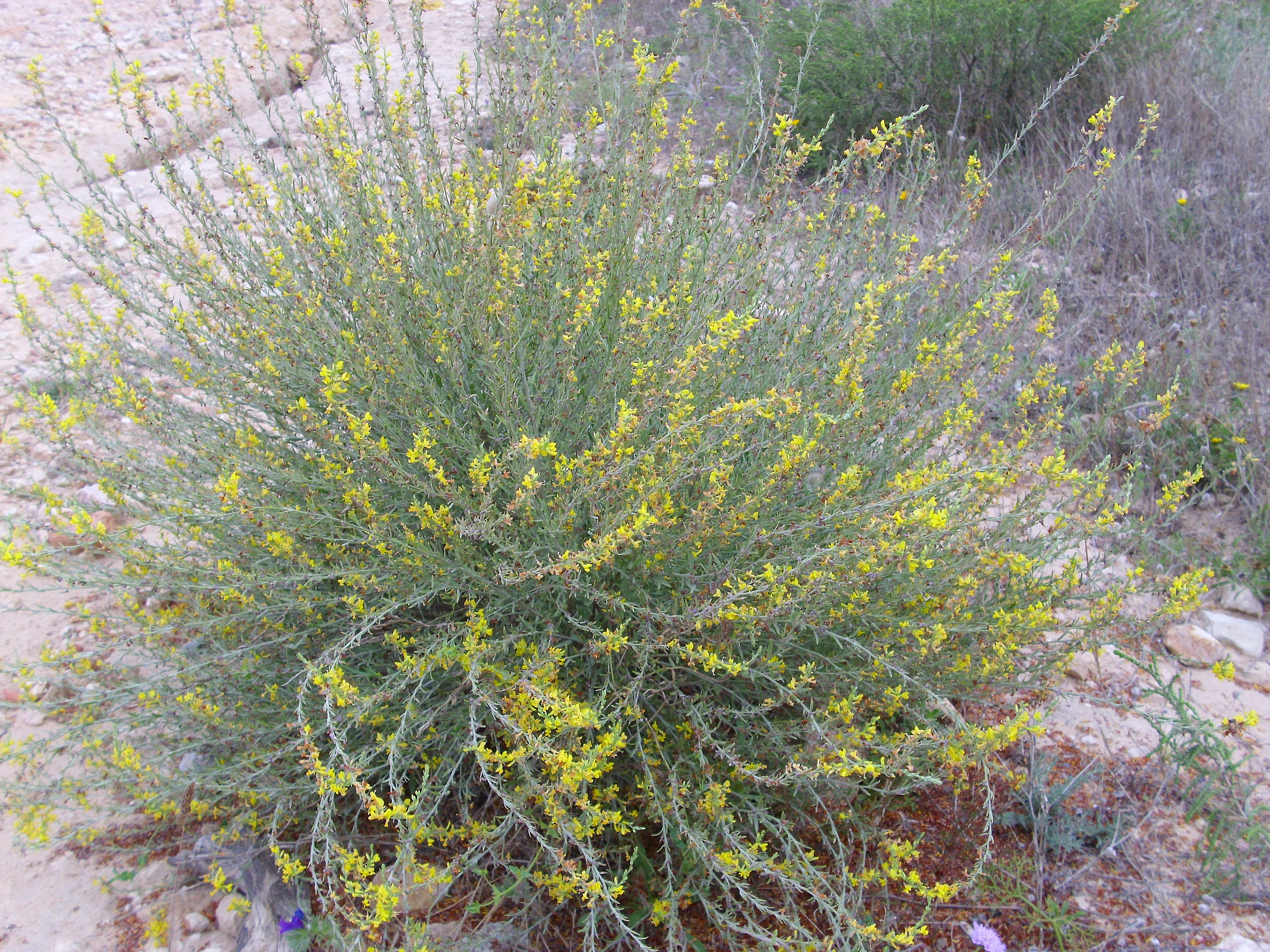
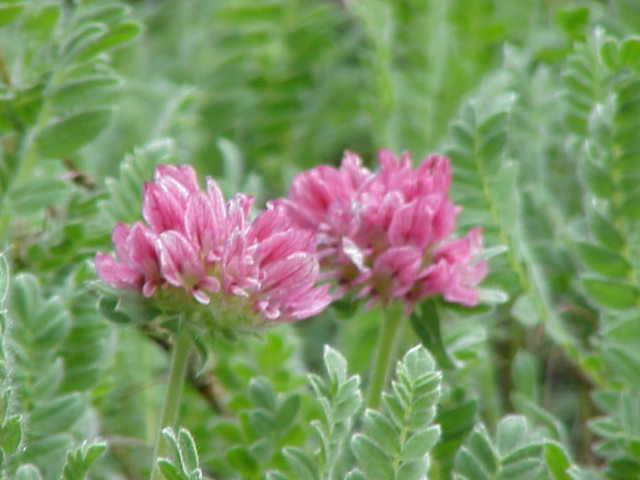

- Anthyllis alpestris (Schult.) Kit.
- Anthyllis barba-jovis L.
- Anthyllis cytisoides L.
- Anthyllis montana L.

### Синонимы
- Aspalathoides (DC.) K.Koch
- Barba-jovis Adans.
- Circinnus Medik.
- Cornicina Boiss.
- Fakeloba Raf.
- Hymenocarpos Savi
- Pogonitis Rchb.
- Vulneraria Mill.